# Fuselage
 (août 2016).
Si vous disposez d'ouvrages ou d'articles de référence ou si vous connaissez des sites web de qualité traitant du thème abordé ici, merci de compléter l'article en donnant les références utiles à sa vérifiabilité et en les liant à la section « Notes et références ».
Pour un article plus général, voir Configuration générale d'un aéronef.

Fuselage d'un Boeing 737 (en marron).

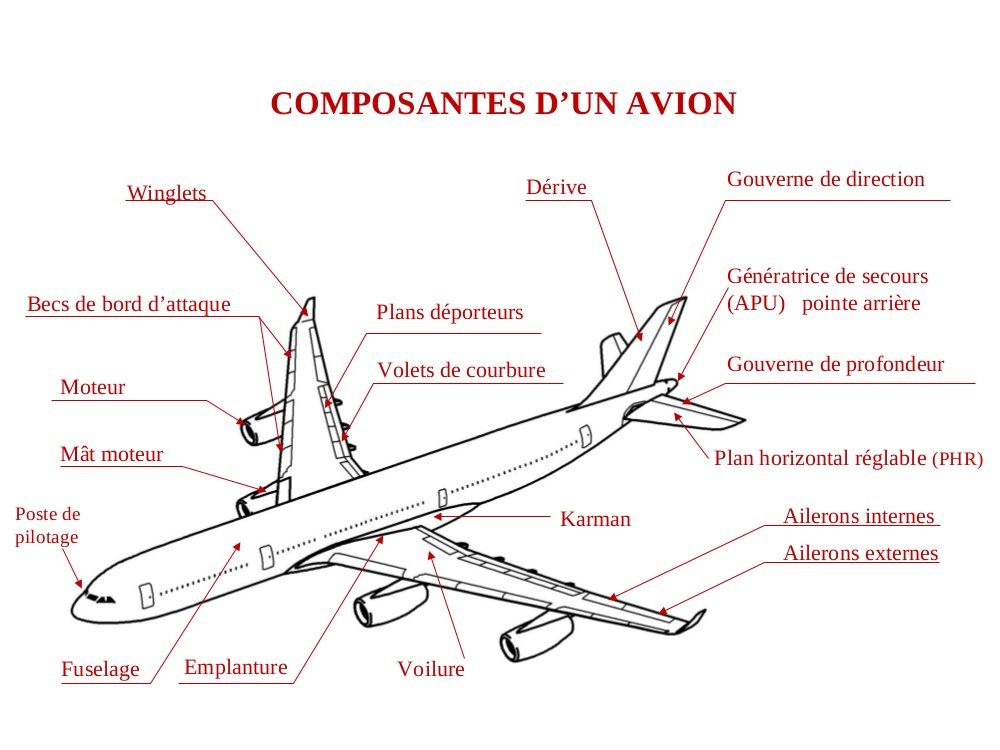
Le fuselage est une composante d'un avion.

Le fuselage est la carcasse en forme de fuseau constituant le corps d'un avion ou d'un planeur et dont la forme facilite la pénétration dans l'air. La forme d'un fuselage est étudiée pour réduire sa traînée aérodynamique, d'où son nom, issu du verbe fuseler qui signifie littéralement « rendre étroit ».
Le fuselage est, avec la voilure, l'empennage et le train d'atterrissage, un constituant de la cellule d'un aérodyne. 

## Fonctions
Le fuselage est aménagé pour contenir la charge utile transportée, ainsi que le poste d'équipage. Il est le point d'attache de la voilure et de l'empennage ainsi que, fréquemment, du train d'atterrissage. Il peut aussi contenir tout ou partie du groupe motopropulseur.
Les avions pressurisés ont souvent une section circulaire qui résiste mieux aux contraintes qui naissent, en altitude, de la pressurisation. 
Les hydravions ont un dessous de fuselage en forme de coque planante pour se poser sur l'eau.

## Matériaux
Au début de l'aéronautique, les avions étaient principalement en bois d'aviation puis en contreplaqué moulé (avion monocoque en bois). Le bois présentant un bon rapport résistance/poids a été utilisé dans les premiers aérodynes, jusqu'aux avions biplans des années 1950.
Depuis le début du XXIe siècle, tous types d'avions confondus, l'utilisation d'alliages à base d'aluminium reste la plus courante[réf. souhaitée]. 
Les matériaux composites font une percée notable pour les avions de transport de passagers et pour les avions militaires de combat. Ainsi en 2010, le Boeing 787 utilise pour la première fois 50 % de matériaux composites,. Il en est de même pour l'Airbus A350 XWB en 2014.

## Types de structure
Sur les ULM et sur les anciens avions, le fuselage peut se réduire à une poutre ou un treillis.

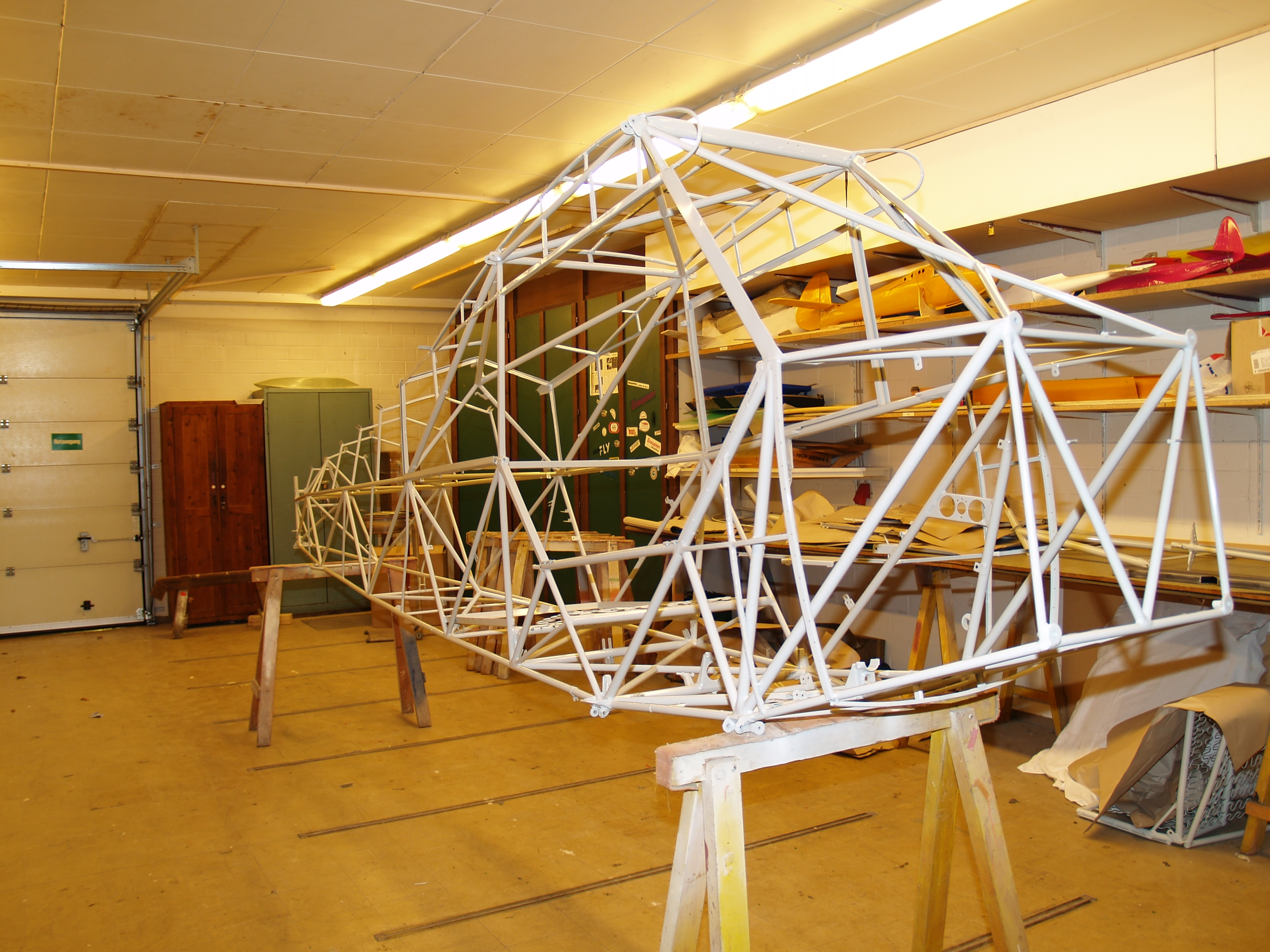
Structure de fuselage en treillis d'un Piper PA-18.

### Structure en treillis

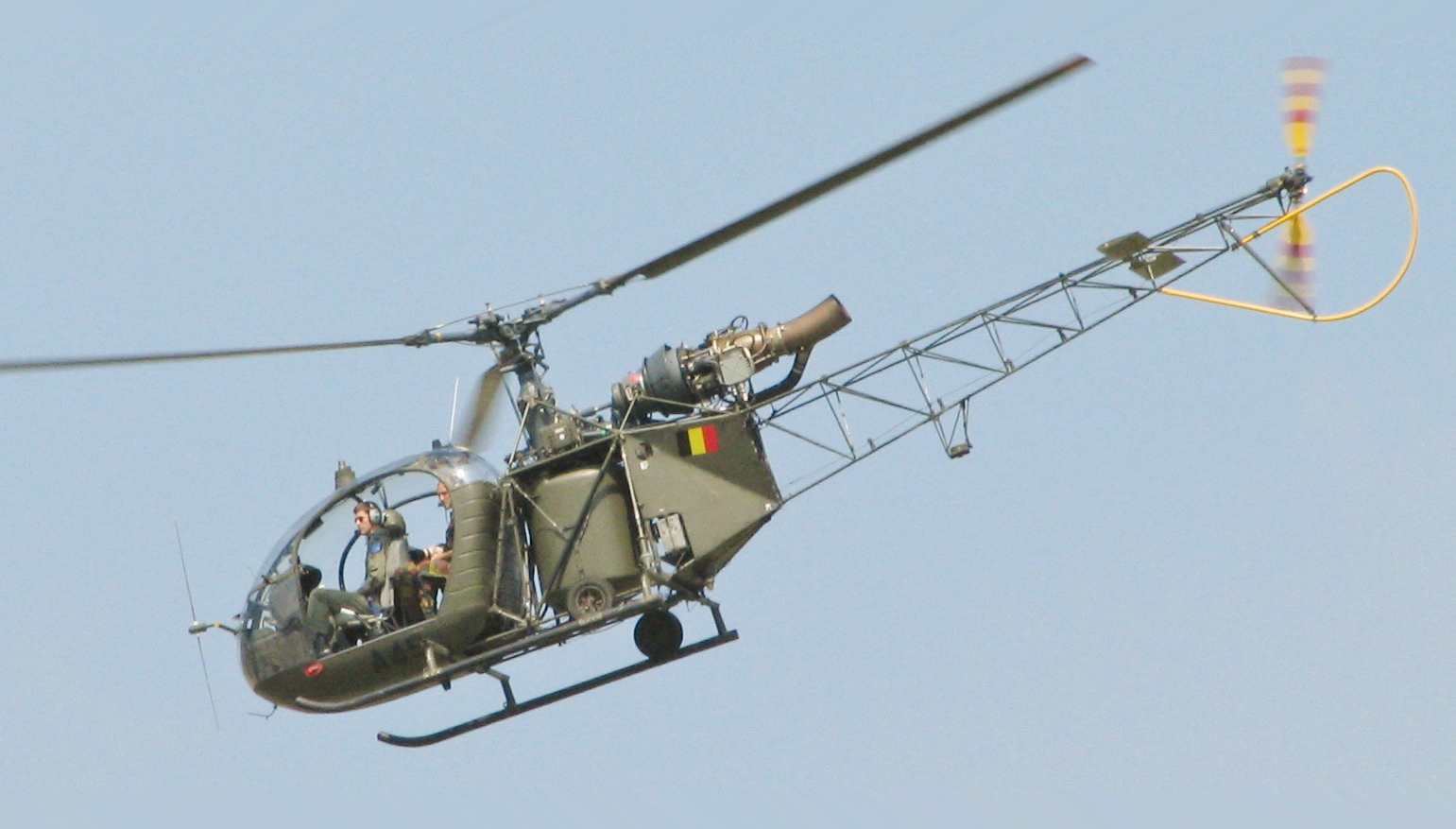
L'hélicoptère SNCASE SE.3130 Alouette II avec un fuselage arrière en treillis.

La structure en treillis est constituée de barres longitudinales reliées par des verticales et des diagonales, le tout formant une structure triangulée rigide. La poutre en treillis ainsi formée est recouverte ensuite par des revêtements en tissu aéronautique (tissus naturels ou matériaux synthétiques). Cette structure de fuselage est légère et très pratique pour installer tous les équipements lors de la construction, grâce à l'accessibilité totale tant que le recouvrement n'est pas posé. Le recouvrement (prévu pour résister seulement à l'air) est relativement fragile au poinçonnement. Ces structures en treillis sont souvent en balsa très léger pour maquettes d'avion, en bois (Orville et Wilbur Wright utilisèrent l'épinette blanche et par la suite, ce fut l'épicéa de Sitka qui fut le matériau de structure le plus apprécié), en tubes d'acier ou en alliages légers (avions modernes).
Les hélicoptères possèdent généralement un fuselage partiel dont l'arrière est une poutre ou une structure en treillis.

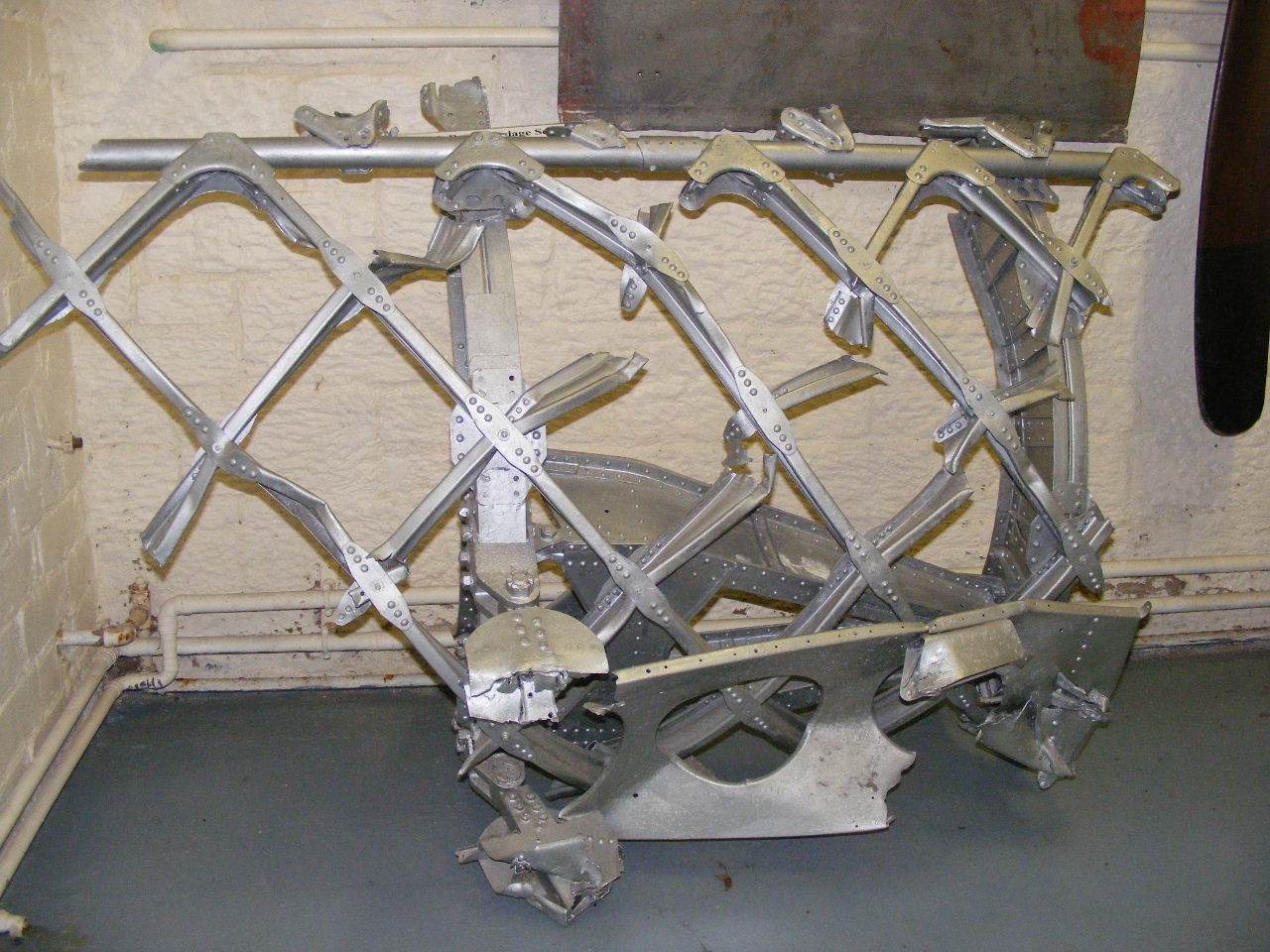
Une section du fuselage arrière d'un Warwick montrant la construction géodésique en duralumin.

### Structure géodésique
Plus rare, la structure géodésique a été conçue par l'ingénieur Barnes Wallis et utilisée par le constructeur Vickers, entre les deux guerres mondiales. La technique consistait à assembler des lattes de bois posées en couches diagonales croisées, ce qui permettait de créer des fuselages légers et solides. Ce type de construction a évolué pour devenir la construction monocoque.

### Fuselage monocoque

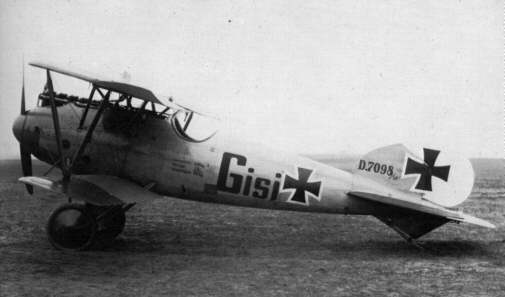
Un Albatros D.Va. en contreplaqué moulé.

Entre 1910 et 1945 sont construits des avions selon une structure monocoque en bois, généralement en contreplaqué moulé, les avions monocoque en bois.
Les fuselages monocoques sont des coquilles dont les parois constituent l'unique structure. Les premières constructions de ce type ont été faites en contreplaqué moulé (comme l'Albatros, lors de la Première Guerre mondiale. La technique moderne consiste à utiliser les fibres synthétiques (verre, carbone, etc.) imprégnées de résine polyester ou epoxy. Cette technique de fabrication se prête bien à la production en série sur moules femelles, généralement pour des avions légers. Des méthodes récentes permettent de réaliser des fuselages de grande taille (moulage par infusion, enroulement filamentaire). La peau du fuselage monocoque peut être raidie sur elle-même par un procédé sandwich : deux peaux résistantes de part et d'autre d'une âme légère. La technique initiale était composée de peaux en bois et d'une âme en balsa, par exemple pour le De Havilland Mosquito, lors de la seconde guerre mondiale. Comme pour la peau monocoque, on peut aussi réaliser ce sandwich avec des matériaux composites (fibres verre ou carbone, résines époxy, âmes en mousse synthétique ou en nid d'abeille métallique ou composite).

### Fuselage semi-monocoque
La technique de fuselage semi-monocoque ou à revêtement travaillant (ou panneaux raidis) est la méthode la plus utilisée pour les avions modernes. Les tôles formant la peau sont rivetées (elles ne sont jamais soudées, la température de soudure réduisant les caractéristiques mécaniques du matériau) sur des cadres et des lisses. Cette technique est la plus répandue pour des avions, par exemple pour les Airbus ou Boeing commerciaux. Un des avantages de cette technique est que le fuselage peut être construit en plusieurs tronçons, montés en parallèle, sur des sites différents (par exemple, pour l'Airbus A380, dans des pays différents), puis tous assemblés sur le site d'assemblage final.

Structure de fuselage semi-monocoque
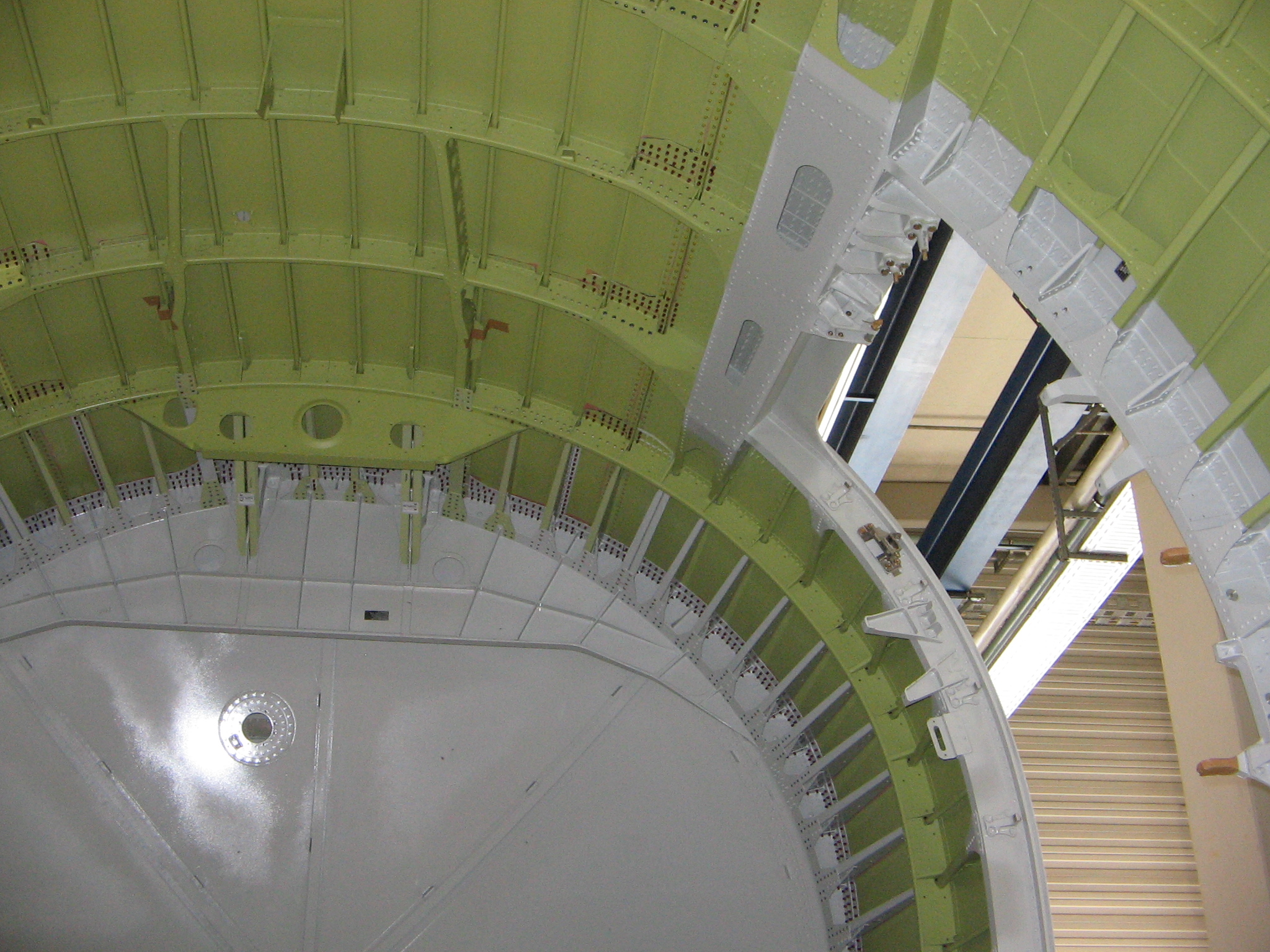
Airbus A340
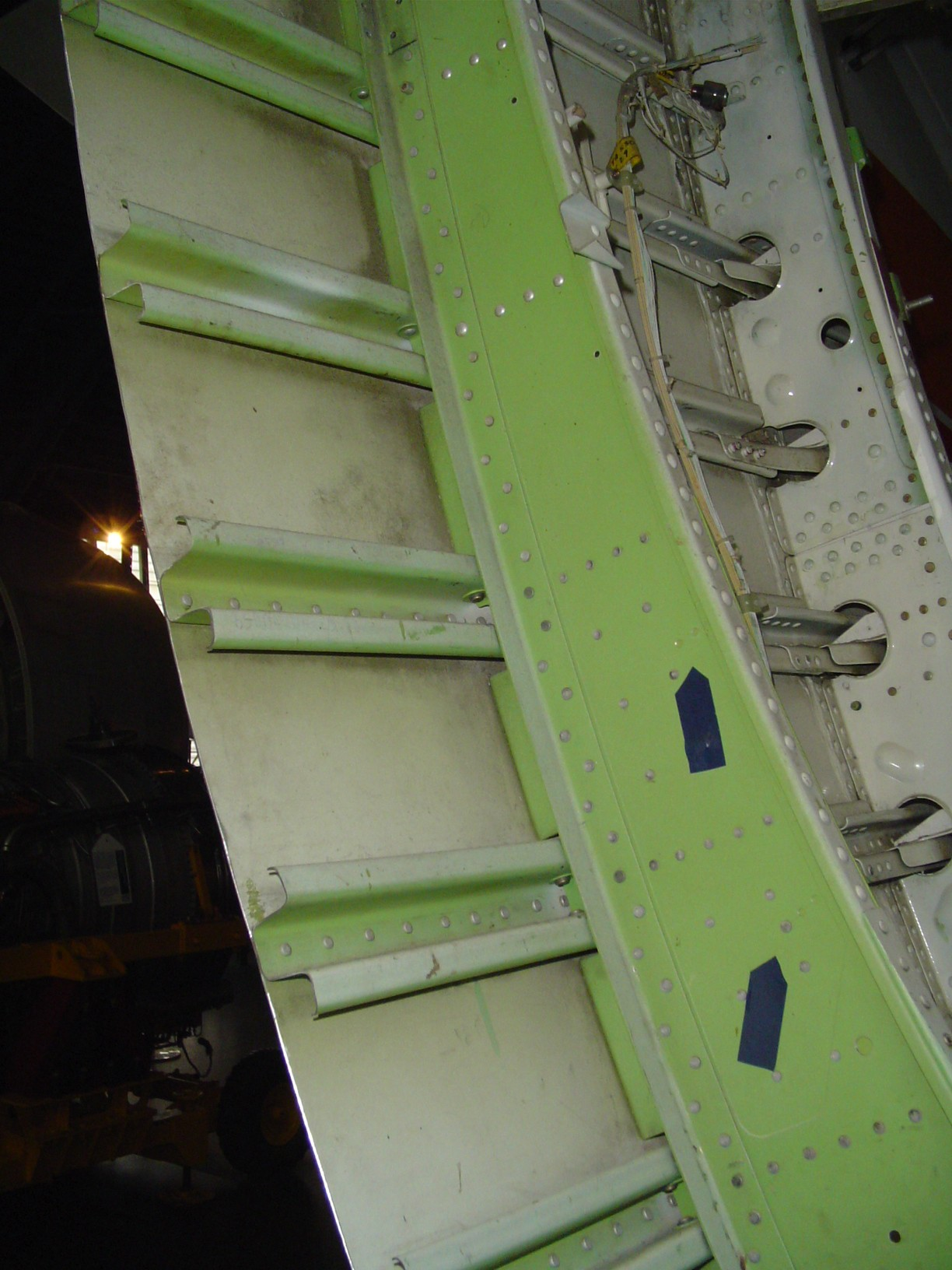
Boeing 747

## Différentes configurations
La configuration classique est de type « tube et aile » (en anglais : Tube And Wing ou TAW). D'autres configurations sont également possibles, notamment le fuselage portant, à deux ou trois fuselages, en aile volante ou fuselage intégré.

### Fuselage portant

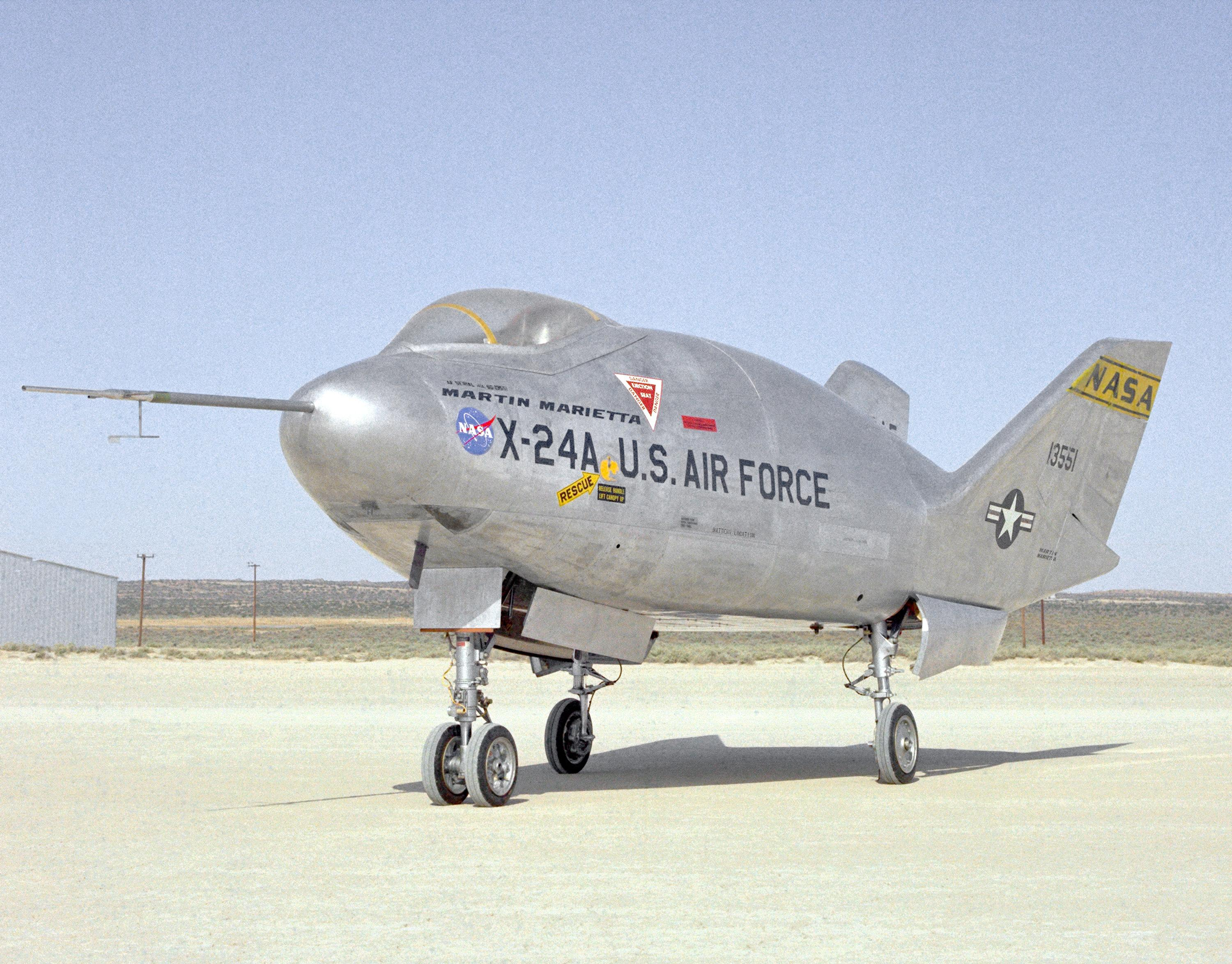
Martin Marietta X-24A est un projet américain expérimental de 1963 à 1975.

Un corps portant, aussi dit fuselage porteur, est un engin spatial ou un aéronef hypersonique pour lequel l'effet de portance n'est pas produit par des ailes mais par le fuselage.
Cette conception limite pour les aéronefs l'effet de traînée et pour les deux catégories d'engin la surface de friction génératrice de chaleur. L'absence d'ailes se traduit par une instabilité importante à basse vitesse. Les seuls corps portants ayant volé sont des prototypes de navette spatiale qui n'ont, en date de 2019, jamais eu de carrière opérationnelle

### Deux fuselages

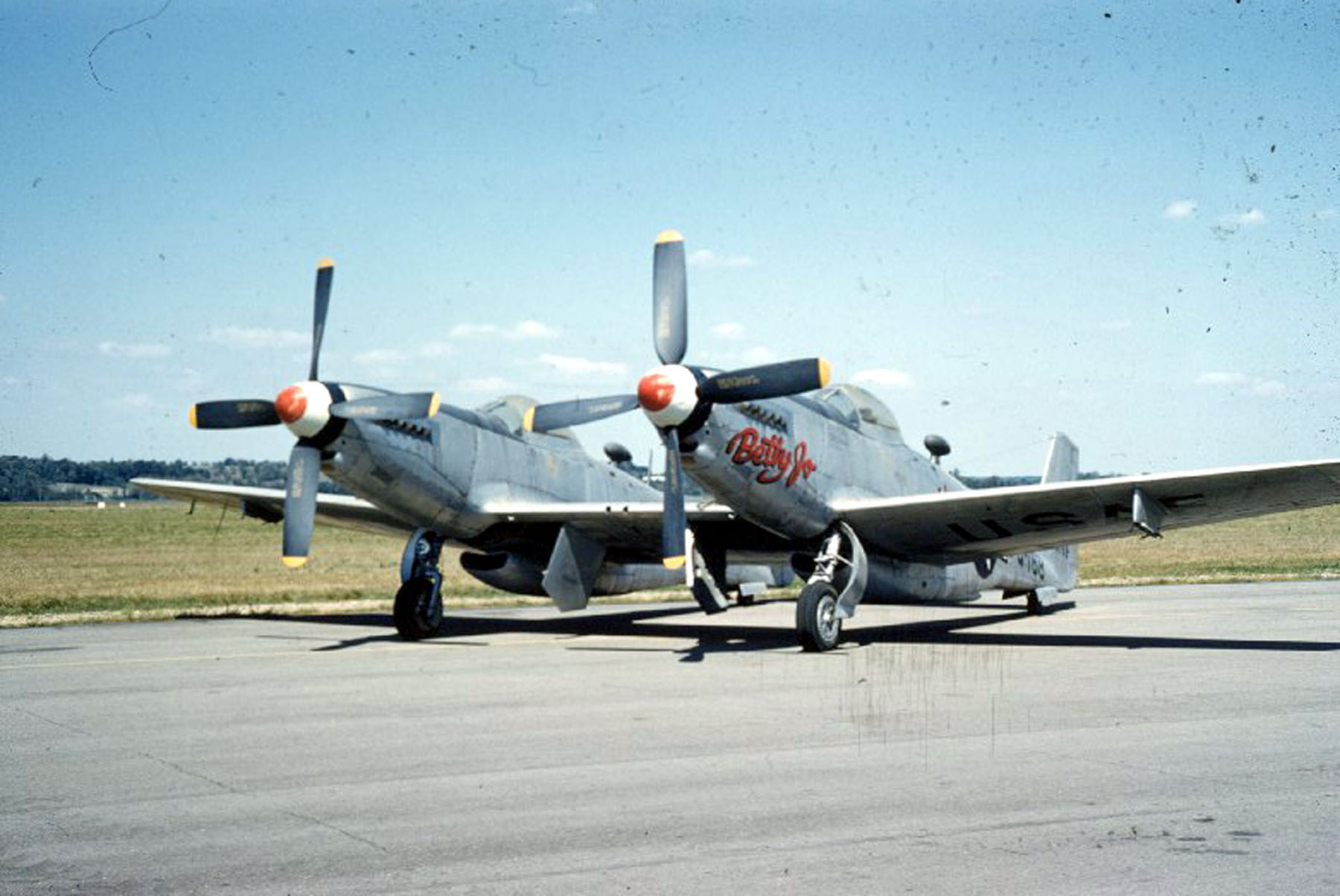
North American F-82 Twin Mustang, avec deux fuselages.

il existe des appareils à deux fuselages parallèles identiques : Savoia-Marchetti S-55 (1925), le Messerschmitt Bf 109 Z (en 1943), le Twin Mustang (en 1945), etc.
Pour le Twin Mustang, l'objectif est d'avoir un deuxième cockpit avec un copilote pour les vols de longue durée.

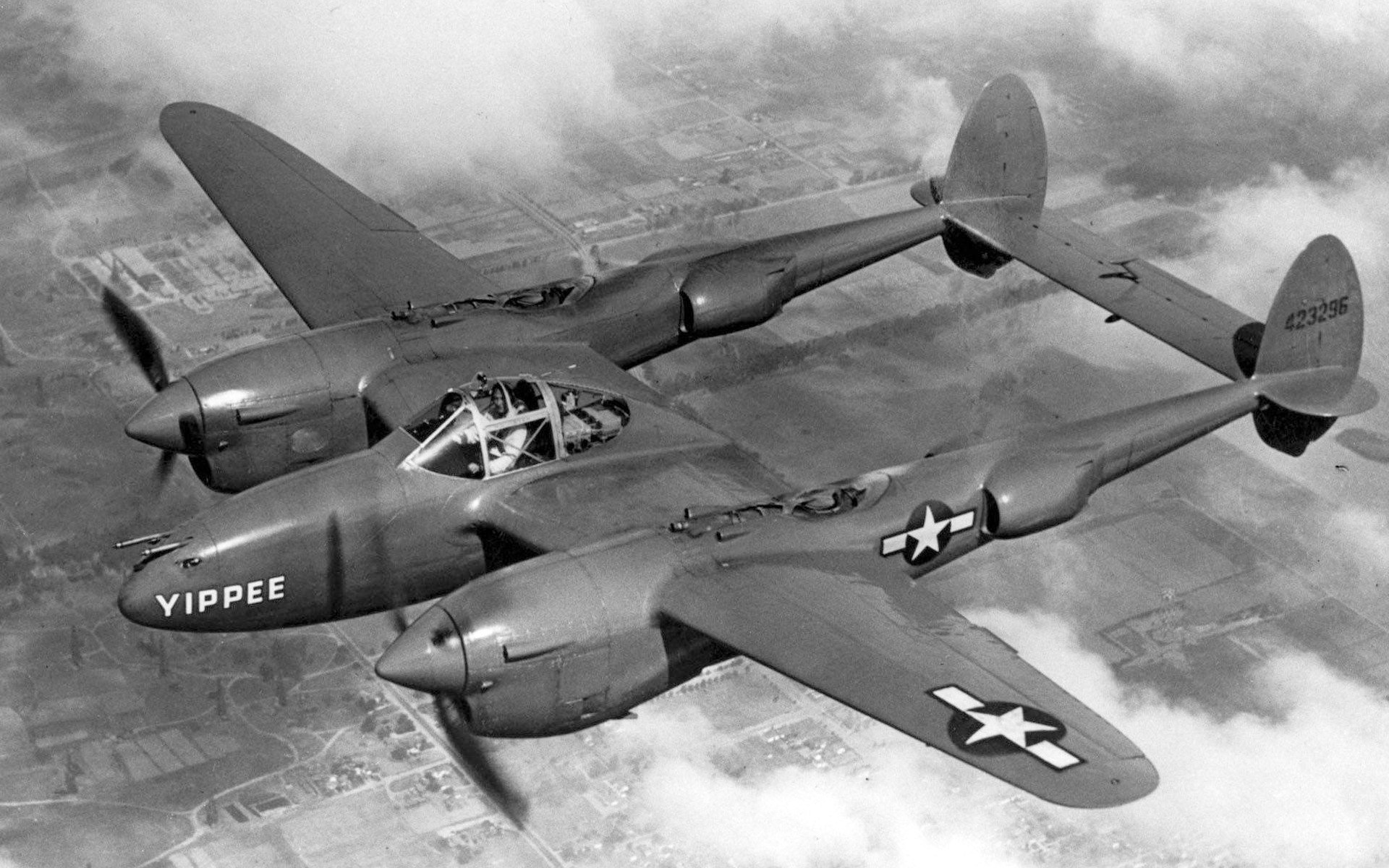
Lockheed P-38 Lightning.

### Trois fuselages
Il existe des appareils à trois fuselages parallèles (les deux fuselages latéraux étant différents du fuselage central), par exemple le P38 Lightning (en 1941).

### Fuselage/Aile
Certaines rares machines comme le Vought XF5U « Flying Pancake » ne comportent qu'un fuselage sans ailes; la portance est assurée par la forme du fuselage (qui est une aile de très faible allongement).
Certains avions ne possèdent ni fuselage ni empennage, ou un fuselage peu différencié de l'aile. Ces avions sont constitués uniquement par une aile, supportant elle-même les gouvernes, les moteurs et le cockpit.
Parmi les ailes volantes figurent notamment les Northrop N-1M, N-9M, YB-35, B-2 Spirit (en 1989) et Northrop Grumman B-21 Raider. Parmi les avions avec fuselage intégré figure notamment le X-48 (avion expérimental en 2007).

Évolution des configurations
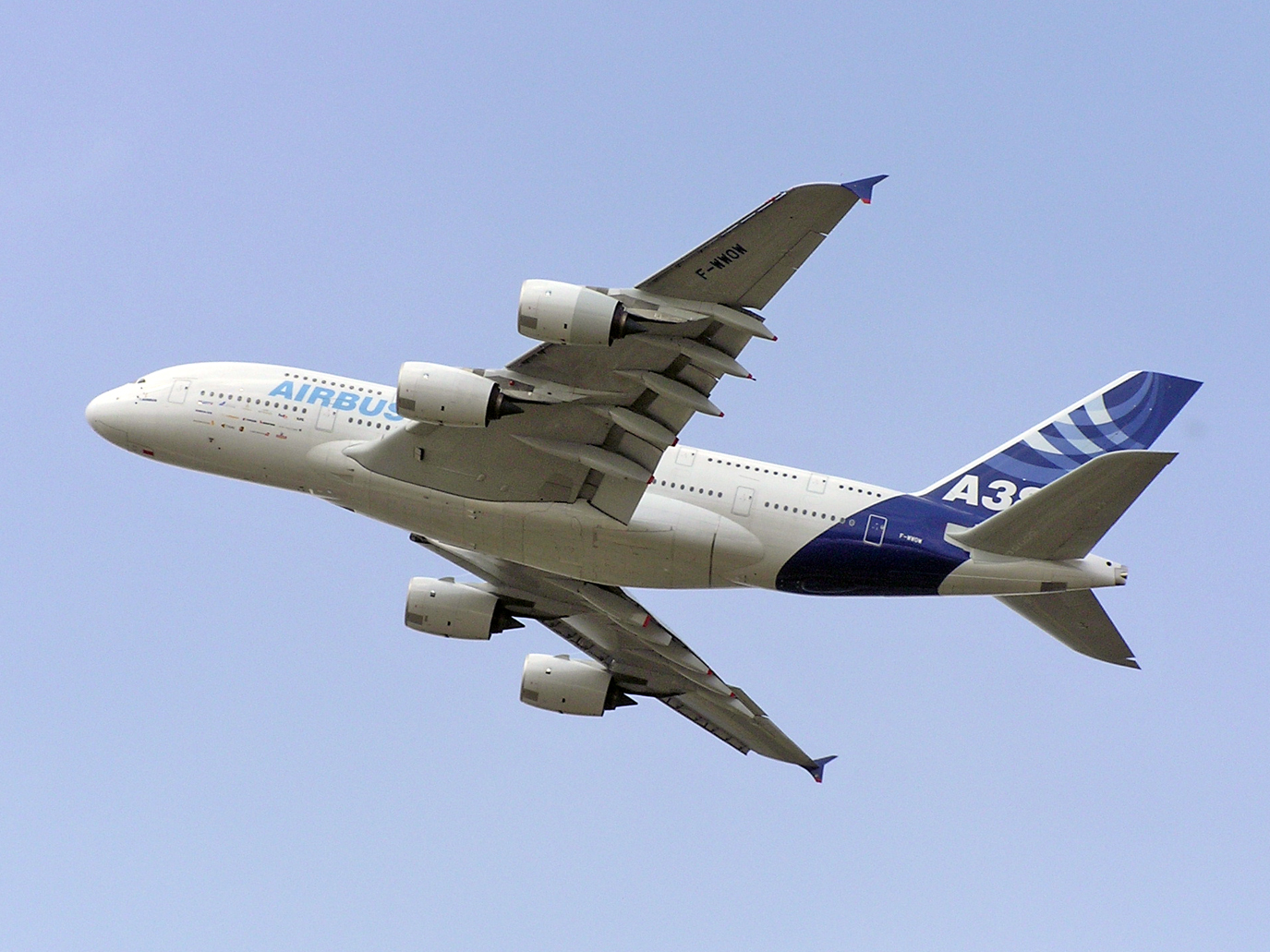
Airbus A380 : configuration d'avion classique.
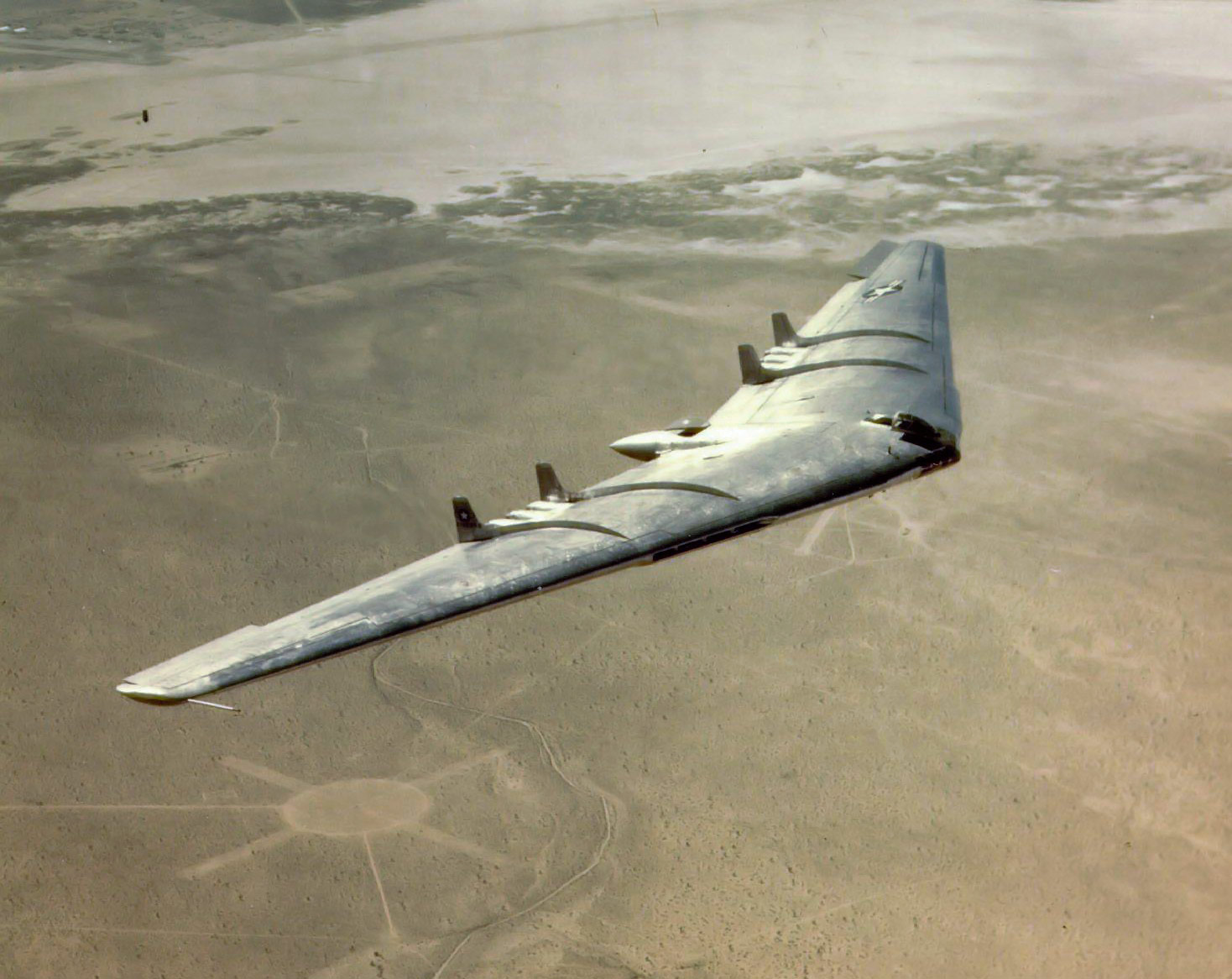
YB-49 : aile volante classique.
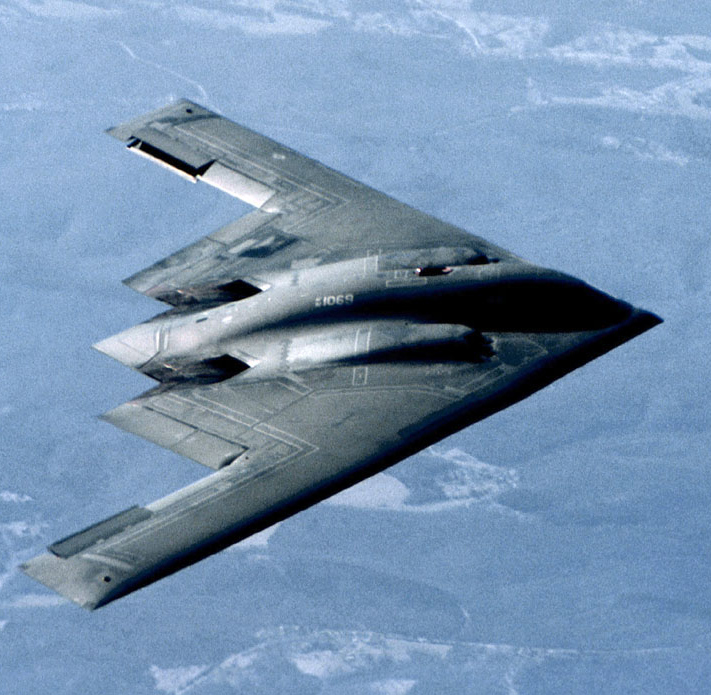
B-2 : configuration intermédiaire.
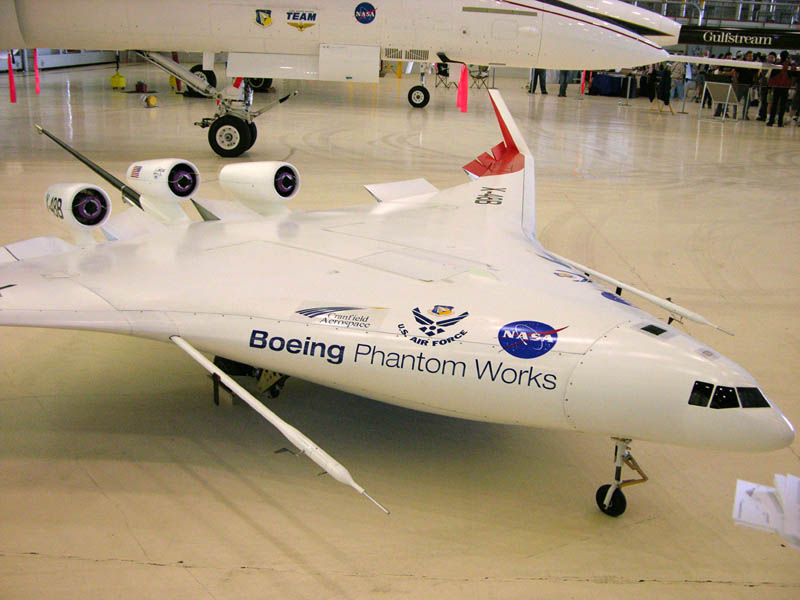
X-48 : fuselage intégré.